# Aegocera bimacula
Aegocera bimacula là một loài bướm đêm trong họ Noctuidae.